# اصغر کاردوست
اصغر (پیمان) کاردوست پوستین سرایی (متولد ۱ فروردین ۱۳۶۵ در رشت) بازیکن تیم ملی بسکتبال ایران می‌باشد. او دارای ۲۱۰ سانتی‌متر قد می‌باشد و در پست سنتر بازی می‌کند.نقطه قوت کاردوست در بازی فیزیکی و بلاک شات های زیر حلقه می‌باشد.

## شروع فعالیت حرفه ای
از سال ۸۱ بسکتبال را از مسابقات آموزشگاهی شروع کرد که همان دوره قهرمان رشت و بعد از آن قهرمان گیلان شد. در مسابقات آموزشگاه‌های کشور به اردوی تیم ملی آموزشگاه‌ها دعوت شد. سال ۸۲ به تیم صباباتری پیوست. استارت بسکتبال حرفه‌ای او زیر نظر مهران شاهین طبع زده شد. کاردوست قهرمانی جام ملتهای اسیا و نایب قهرمانی بازی‌های اسیایی و حضور در جام جهانی و چند قهرمانی لیگ را در کارنامه دارد.

## افتخارات باشگاهی
- ۲ قهرمانی لیگ برتر بسکتبال ایران به همراه صباباتری
- ۱ نائب قهرمانی لیگ برتر بسکتبال ایران به همراه صباباتری
- ۱ عنوان سومی لیگ برتر بسکتبال ایران به همراه صباباتری
- ۱ عنوان سومی لیگ برتر بسکتبال ایران به همراه فولاد ماهان
- ۲ قهرمانی جام باشگاه‌های آسیا به همراه صباباتری
- ۱ نائب قهرمانی جام باشگاه‌های آسیا به همراه مهرام (قرضی صرفاً جهت جام باشگاه‌های آسیا)

## افتخارات ملی
- حضور در جام جهانی بسکتبال ترکیه ۲۰۱۰
- عنوان سومی در مسابقات بسکتبال بازی‌های آسیایی ۲۰۱۰ گوانگ ژو
- انتخاب به عنوان بهترین بازیکن پست ۵ رقابتهای بسکتبال جام آسیا ۲۰۱۲